# Fogliamara

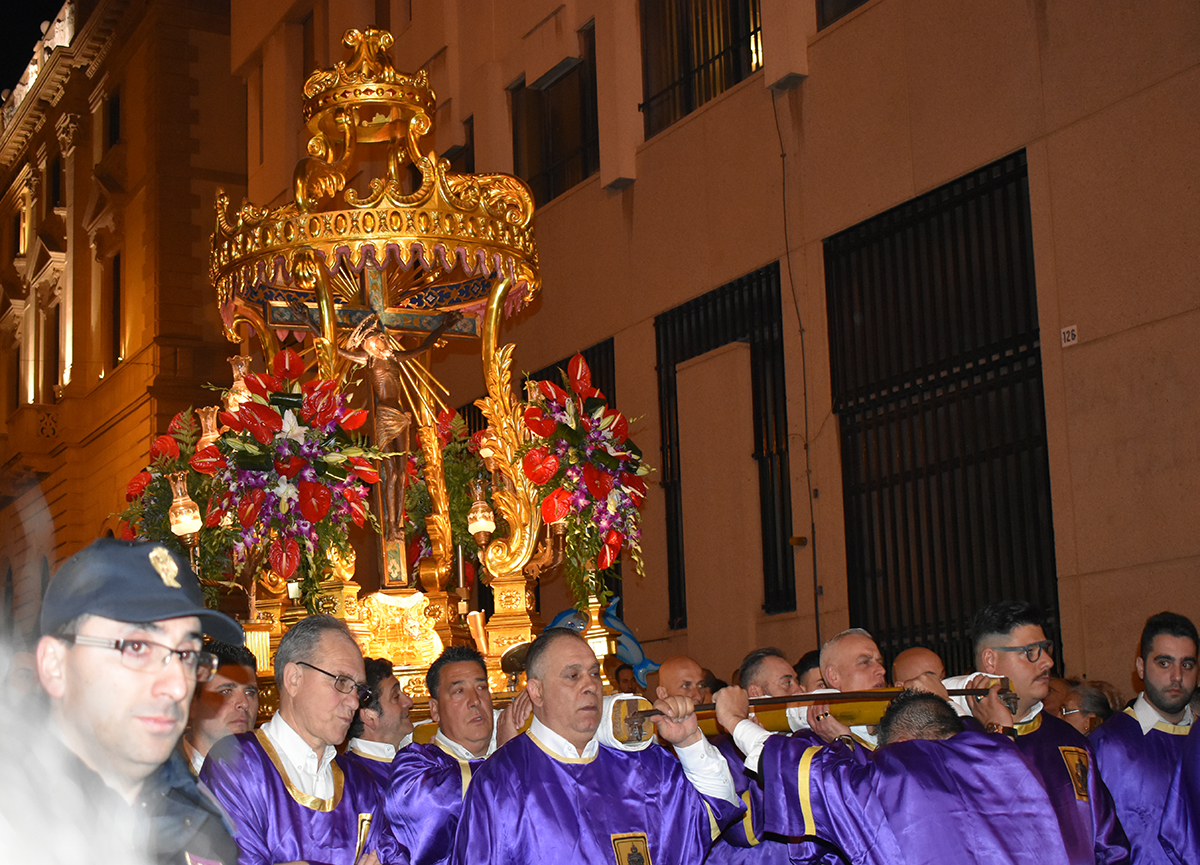
Cristo Nero Caltanissetta, durante la processione della Settimana Santa del 2018

I fogliamara o fogliamari (parola composta da: foglie e amare) sono i raccoglitori di erbe aromatiche, storicamente presenti nel territorio del comune di Caltanissetta. Erroneamente chiamati figliamari parola composta da figli e amari, che in siciliano ha un significato diverso essendo sinonimo di disgraziati. 
Le due parole sono confuse a causa della loro somiglianza fonetica oppure perché entrambe pertinenti con la durezza della condizione lavorativa dei fogliamari.

## Storia

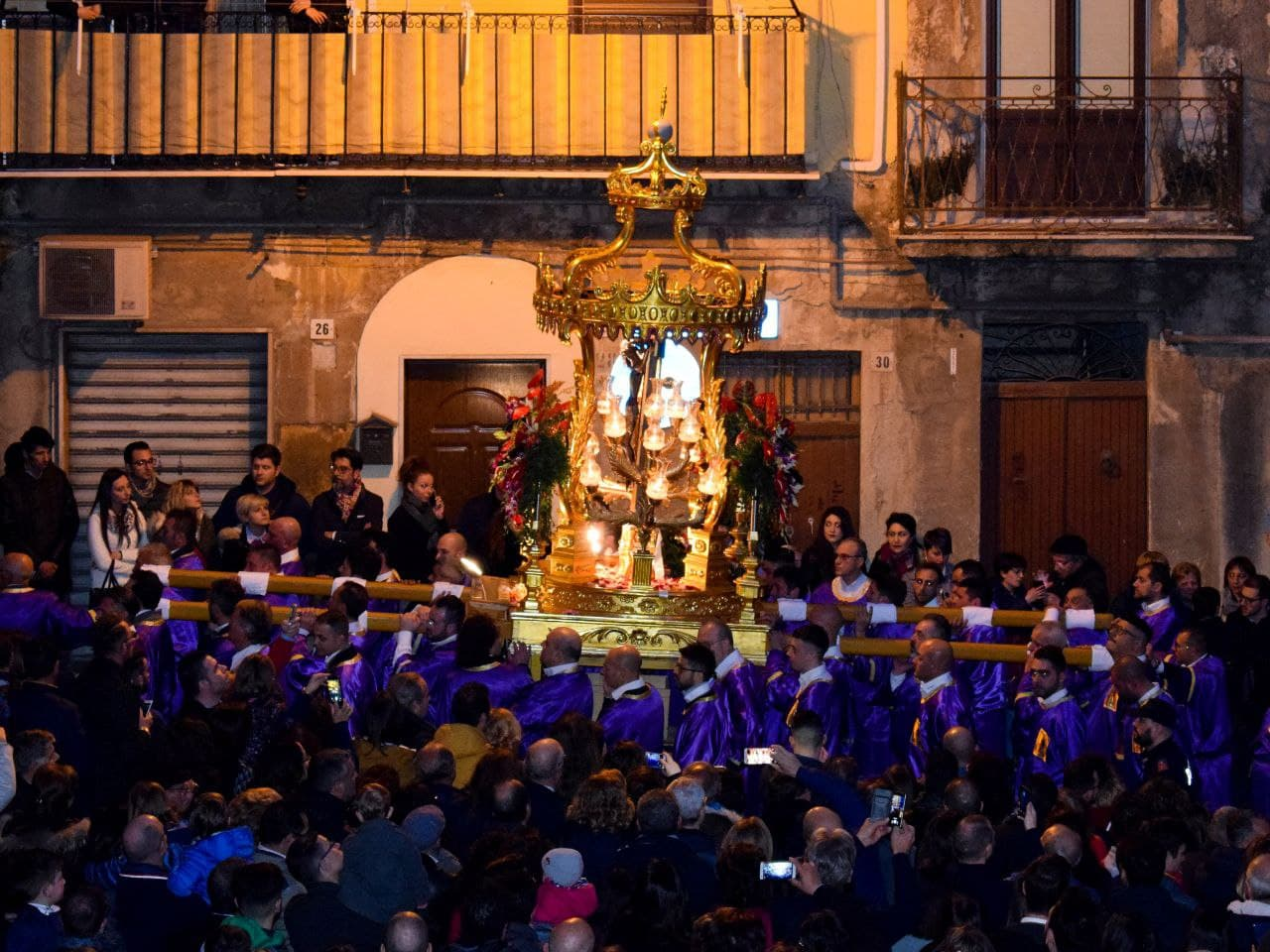
Con il saio viola, i fogliamara devoti portano in processione a spalla il simulacro intonando le antiche lamentanze.

La tradizione orale tramanda che in una grotta di cui è ricco il territorio nisseno, nel XIV secolo, fu rinvenuto da due fogliamara un piccolo crocifisso ligneo, posto tra due ceri, di circa 85 cm di altezza, annerito dai fumi delle candele. Quando fu portato in città malgrado i ripetuti tentativi di pulitura il crocifisso tornava scuro; questo diede origine al nome del crocifisso in Cristo Nero. Esso nel tempo, è stato considerato miracoloso, e quindi cominciò ad essere venerato come Patrono della città: il Signore della città.
Da ciò anche la tradizione di servizio che si tramanda nei confronti di questo simulacro da parte dei fogliamara, sono gli unici che possono toccarlo e baciarlo solamente nei piedi, poiché non si ritengono degni di baciare il volto del crocifisso.
I fogliamara storicamente da sempre sfilano, rigorosamente scalzi, portando in spalla il crocifisso del Signore della Città nonché Signore degli ultimi, ovvero il Cristo Nero lungo la via crucis che ogni anno il Venerdì santo sfila per le vie del centro cittadino nisseno. Essi con grande passione e raccoglimento devozionale sono gli unici che intonano le lamentanze o ladate, antica forma di canto religioso polifonico, cantato durante i riti della Settimana Santa di Caltanissetta, come repertorio unico della devozione e tradizione extra-liturgica popolare della città.

## Attrezzi
Gli arnesi abitualmente usati dai fogliamari, adattati a vari scopi di raccolta, erano:
- a fanci (la falce) per la raccolta di cicuriedda, giri, finucchiddi (cicoria, biete e finocchio selvatico);
- a zappudda (piccola zappa) per i carduna amari o spinusi (cardi amari o spinosi);
- a rocca: (rudimentale pinza fatta con una canna di bambù spezzata nel mezzo con un canovaccio a fare da cuscinetto) per la raccolta dei cacucciuledda spinusi (carciofi spinosi);
- u cutidduzzu (coltellino) che ogni fogliamaro aveva sempre con sé come arnese tutto fare.

Gli attrezzi vengono conservati gelosamente da parte degli eredi dei fogliamara deceduti.

### Video
- C.R.I.C.D., Venerdì Santo a Caltanissetta, su YouTube, C.R.I.C.D. - Centro Regionale Inventario, Catalogazione e Documentazione,  a 0 h 03 min 45 s. URL consultato il 24 10 2020.

- Augusto Campo, Caltanissetta Signore della città Venerdì Santo, su YouTube,  a 0 h 07 min 36 s. URL consultato il 24 10 2020.

- Augusto Campo, Caltanissetta Venerdì Santo Lamintanze, su YouTube,  a 0 h 03 min 40 s. URL consultato il 24 10 2020.

- Tua TV, Sett.Santa: le ladate dei "fogliamari", su YouTube, Tua TV,  a 0 h 21 min 27 s. URL consultato il 24 10 2020.